# Euglossa magnipes
Euglossa magnipes là một loài Hymenoptera trong họ Apidae. Loài này được Dressler mô tả khoa học năm 1982.